# Masaran (Banyuates)
Masaran is een bestuurslaag in het regentschap Sampang van de provincie Oost-Java, Indonesië. Masaran telt 2817 inwoners (volkstelling 2010).